# Danger Bay
Danger Bay (Engels voor Avonturenbaai) was een Canadese actieserie die zich afspeelde in Vancouver met Donnelly Rhodes in de hoofdrol. De serie begon in 1985 en stopte in 1990 na het zesde seizoen.
De serie gaat over de avonturen van de familie Roberts: maritiem bioloog Grant "Doc" Roberts en zijn kinderen, Nicole en Jonah. Rode draad door de afleveringen was de bescherming van het milieu: De meeste afleveringen draaiden om het tegen gaan van milieuvervuiling, het beschermen van bedreigde dieren en het behoud van de natuur.

## Rolverdeling
- Donnelly Rhodes als Dr. Grant "Doc" Roberts
- Susan Walden als J. L. Duval
- Christopher Crabb als Jonah Roberts
- Ocean Hellman als Nicole Roberts
- Hagan Beggs als Dr. George Dunbar
- Michele B. Chan als Dr. Donna Chen
- Deborah Wakeham als Joyce Carter